# CMA CGM Otello
Le CMA CGM Otello est un navire porte-conteneurs de la compagnie française CMA CGM. Il a effectué son escale inaugurale au Havre le 23 décembre 2005.

## Construction
La construction a pris 9 mois, au chantier Hyundai Heavy Industries à Ulsan, en Corée du Sud. Il a quitté son chantier le 26 novembre 2005. La construction a coûté environ 100 millions de dollars US.
Il est immatriculé à Marseille, sous pavillon du Registre international français (RIF).
Trois autres navires identiques doivent également entrer en service un mois après ; les quatre navires suivants de la série doivent être allongés pour pouvoir accueillir 9 300 EVP. Tous font partie d'une série de huit navires aux noms d'opéras : le Tosca, le Nabucco, le Parsifal, le Traviata, le Don Carlos, le Don Giovanni et le Carmen.

## Caractéristiques
- Longueur : 334 m
- Largeur : 43 m
- Tirant d'eau : 14,5 m
- Port en lourd : 101 810 tonnes
- Capacité : 8 500 EVPs dont 700 réfrigérés.
- Puissance : 93 360 chevaux (68,64 MW)
- Vitesse de croisière : 24,9 nœuds
- Consommation : 300 tonnes de fioul par jour.
- Indicatif : FMEJ

Le navire opère sur la ligne ACSA2, Asie - Amérique Latine (côte Pacifique).

## Équipage
L'équipage comporte en temps normal 21 personnes, et dans un premier temps 28 personnes, 15 Français et 13 Roumains, pendant la phase de mise au point. Lors de son voyage inaugural, un marin roumain a disparu en mer le 1er janvier 2006, en Manche
Il peut également embarquer 12 passagers sur un pont, en cabines doubles ou simples.

## Incident
Le 17 février 2006, de nuit par gros temps, l’Otello perd 50 conteneurs dans le Golfe de Gascogne. Le BEA mer a enquêté sur cet événement et a publié un rapport.

## Source
- Reportage sur marine-marchande.com.
- Fiche sur Equasis.
- Rapport d'enquête technique du BEAmer.